# Клёпка (село)
Клёпка — село в Магаданской области России. Входит в Ольский район и соответствующий ему муниципальный округ.

## География
Расположено на берегу реки Ола, в 54 км к северо-востоку от Магадана.

## История
Во времена СССР в посёлке работал племенной совхоз «Ольский», общеобразовательная школа и другие организации. Население составляет немногим более 1000 человек.
С 2005 до 2015 года — административный центр сельского поселения село Клёпка.

## Население
| 2002 | 2010 | 2012 | 2013 | 2014 | 2015 | 2018 |
| ---- | ---- | ---- | ---- | ---- | ---- | ---- |
| 770  | ↘622 | ↘592 | ↘590 | ↘582 | ↘580 | →580 |
| 2020 | 2021 |      |      |      |      |      |
| ↘547 | ↘472 |      |      |      |      |      |